# Ján Komorovský
Ján Komorovský (ur. 2 czerwca 1924 w Trenczynie, zm. 20 marca 2012 tamże) – słowacki religioznawca, profesor Uniwersytetu Komeńskiego w Bratysławie.
Założył Słowackie Towarzystwo Studiów Religijnych (Slovenská spoločnosť pre štúdium náboženstiev) oraz „Hieron”, pierwsze czasopismo religioznawcze na Słowacji. Jest uważany za ojca słowackiego religioznawstwa.

## Wybrana bibliografia
- Mytologie jako náboženství a folklór, 1973
- Slované, 1973
- Vedecký odkaz Alexandra Nikolajeviča Veselovského, 1992
- Religionistika: Veda o náboženstvách sveta a jej pomocné disciplíny, 1994